# Symphodus cinereus
Symphodus cinereus (Bonnaterre, 1788), conosciuto in italiano come tordo grigio, è un pesce osseo marino della famiglia Labridae.

## Distribuzione e habitat
Questa specie vive nell'intero mar Mediterraneo, nel mar Nero (in cui si incontra la sottospecie Symphodus cinereus staitii, nota anche per il golfo del Leone) e nell'Oceano Atlantico lungo le coste spagnole e portoghesi fino al Golfo di Guascogna. Nei mari italiani è molto comune.
Frequenta zone sabbiose nei pressi di rocce o di praterie di posidonia o altre fanerogame marine (Cymodocea nodosa, Zostera noltii, ecc.). È il più eurialino dei labridi mediterranei, si adatta facilmente alle condizioni di acque salmastre delle lagune ed in tal caso gli esemplari mostrano i caratteri della sottospecie tipica del mar Nero, ovvero un minor numero di pori sul capo e colori meno vivaci.

## Descrizione
Simile agli altri Symphodus come aspetto generale; è piuttosto allungato e la sagoma ventrale è meno arcuata e più piatta che nei congeneri mentre il dorso è normalmente arcuato. I caratteri più importanti per la determinazione sono quelli della colorazione, molto variabile come in tutti i Symphodus. È sempre presente una macchia scura abbastanza grande sul bordo inferiore del peduncolo caudale, talvolta poco vistosa. La livrea è più smorta che negli altri tordi, grigiastra chiara o verdastra fino a bruna con marezzature e macchioline bianche variabili. Esiste una livrea, probabilmente tipica delle femmine, in cui sono presenti due fasce scure orizzontali sul corpo. I maschi hanno una o due linee azzurre oblique sotto l'occhio e una macchia nera all'inizio della pinna dorsale.
Misura fino a 16 cm di lunghezza.

## Biologia
Può vivere fino a 6 anni. Forma piccoli banchi.

### Riproduzione
Si riproduce in primavera-estate, il maschio costruisce un nido di alghe in cui la femmina depone le uova. Il maschio, successivamente, sorveglia ed ossigena le uova con movimenti rapidi delle pinne pettorali.

### Alimentazione
Carnivoro come tutti i Symphodus. Si ciba di crostacei (gamberetti, isopodi e anfipodi) e molluschi (gasteropodi e bivalvi).

## Pesca
Si cattura in abbondanza con reti da posta, nasse e lenze. Come la generalità dei labridi ha carni poco apprezzate ma ottime per la zuppa di pesce.

## Conservazione
La specie ha popolazioni abbondanti in tutto l'areale e non è dunque minacciata. Solo alcune popolazioni di lagune della Francia mediterranea hanno mostrato segni di decremento numerico a causa della sovrapesca.